# Linea Keiō Keibajō
La linea Keiō Keibajō (京王競馬場線?, Keiō-Keibajō-sen) è una breve diramazione di 0,9 km che si distacca dalla linea Keiō alla stazione di igashi-Fuchū per unirla alla stazione di Fuchū-Keiba-Seimon-mae, di fronte all'Ippodromo di Tokyo. La linea si trova interamente nella città di Hachiōji, in Giappone ed è interamente a doppio binario ed elettrificata.

## Stazioni
Il servizio locale ferma in tutte le stazioni,l'espresso e il semiespresso speciale effettuano servizio solo durante gli eventi dell'Ippodromo di Tokyo.
| Numero | Stazione               | Giapponese     | E | SES | Collegamenti | Posizione   |
| ------ | ---------------------- | -------------- | - | --- | ------------ | ----------- |
|        | Higashi-Fuchū          | 東府中         | ● | ｜  | Linea Keiō   | Fuchū Tokyo |
|        | Fuchū-Keiba-Seimon-mae | 府中競馬正門前 | ◇ | ◇   |              | Fuchū Tokyo |